# Remparts de Pontevedra
Les remparts de Pontevedra étaient une fortification de la ville de Pontevedra (Espagne), qui a disparu en grande partie vers la fin du XIXe siècle, bien qu'il en reste actuellement quelques vestiges, le plus important étant le pan avec des créneaux de la rue Arzobispo Malvar. Ce pan complet, d'une longueur d'environ 40 mètres, est accessible depuis les jardins des deux bâtiments situés sur le côté ouest de l'Avenue Sainte-Marie.
Il y a aussi des pans des remparts qui font partie de bâtiments plus récents et qui ont été mis en évidence au cours des travaux de rénovation de ces bâtiments, comme le pan à côté de l'ancienne Porte Trabancas, qui a été incorporé et mis en valeur dans la rénovation du café Savoy.

## Historique

### Origine

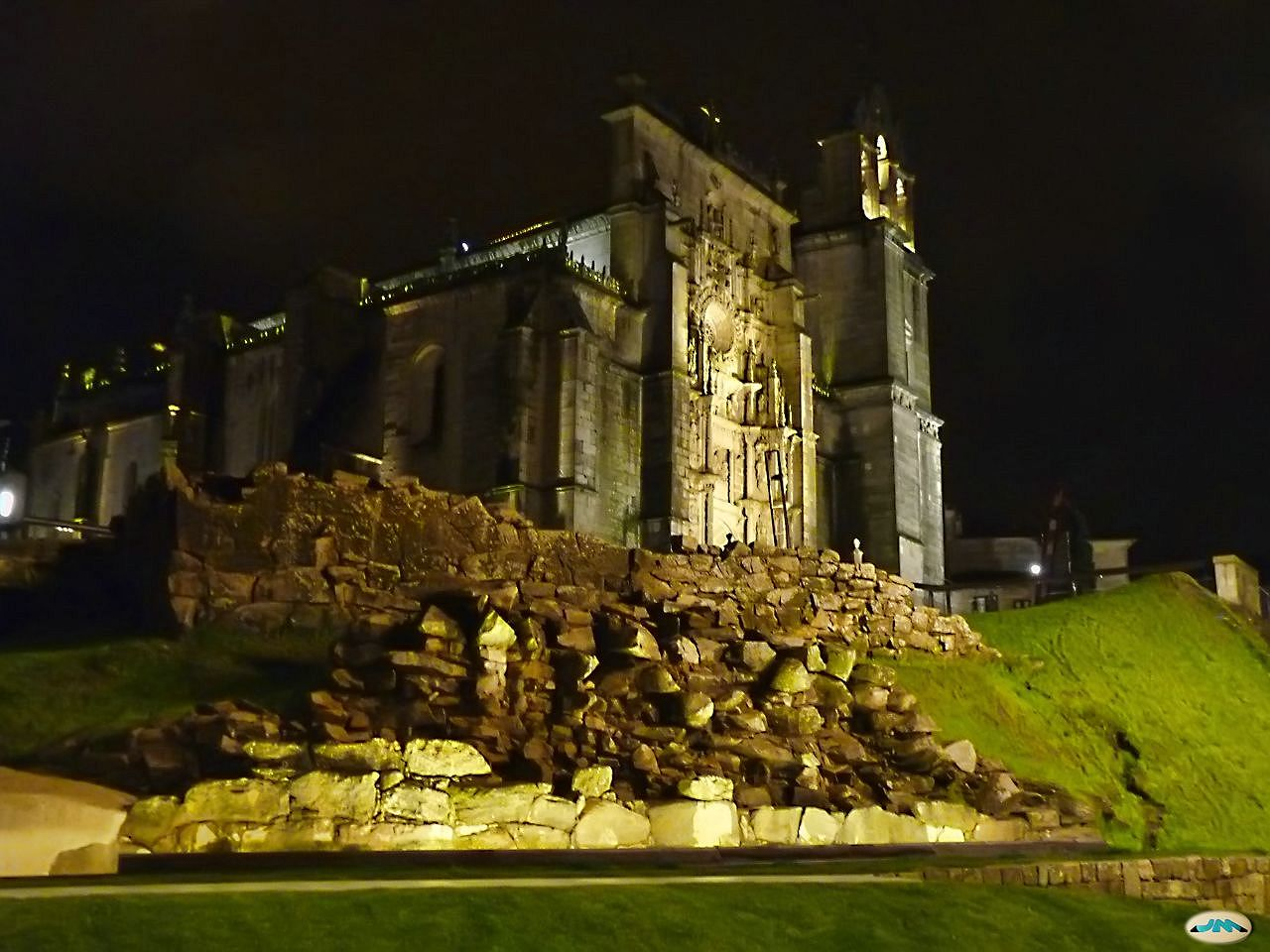
Vestiges des remparts à côté de la Basilique de Sainte-Marie Majeure

La première enceinte fortifiée de la ville a été construite au XIIe siècle. La construction des remparts définitifs de Pontevedra a commencé au XIIIe siècle dans le but de servir de fortification défensive de la ville. Sa construction s'est poursuivie au XIVe siècle et s'est finalement achevée au XVe siècle. Les remparts n'ont pas changé de forme et de physionomie jusqu'à leur démolition, quatre siècles plus tard. Selon l'historien Juega Puig, les remparts de Pontevedra ont subi trois agrandissements, le premier entre 1300 et 1325 et le dernier entre 1450-1480.
La première enceinte fortifiée comprendrait les environs de la basilique de Sainte-Marie Majeure. Son premier agrandissement pourrait être lié à une phase de croissance généralisée des centres urbains liés au monde de la pêche, puisqu'en 1229 Pontevedra s'est vu accorder le privilège de faire sécher le merlu et de le vendre par voie maritime et terrestre dans tout le royaume et en dehors de celui-ci, et qu'en 1238 la ville s'est également vu accorder le droit exclusif de fabriquer de l'huile de poisson. Une nouvelle paroisse, celle de Saint-Barthélemy, fut créée, accueillant plus de personnes et augmentant le territoire fortifié, transformant le tracé initial en forme d'amande en un tracé presque circulaire.
Le deuxième agrandissement eut lieu entre 1300 et 1325. La ville se développa et cet essor entraîna, entre autres, l'installation d'ordres religieux qui fondèrent les couvents Saint-Dominique, Saint- François et Sainte-Claire, et qui, bien que situés extra-muros, répondaient à l'augmentation du nombre d'âmes auxquelles ils pouvaient répandre la foi.
Le troisième agrandissement aura lieu au milieu du XVe siècle, et comprendra le couvent Saint-François. Cet agrandissement répondra à trois causes : le caractère guerrier de l'époque, qui exige des renforcements défensifs plus importants ; la croissance économique et démographique ; et le besoin de nouveaux espaces en vue de la concession de la Feira Franca par Henri IV de Castille.

### Dégradation et abandon
À mesure que la menace d'attaques contre la ville diminuait, la muraille perdit sa fonction et son utilité, ce qui contribua dans une large mesure à son abandon progressif. Au fil du temps et des avancées militaires, le mur devint obsolète et de peu d'utilité pour la défense de la ville. L'attaque anglaise de Homobod en 1719 contribua largement à sa dégradation.

### Disparition des remparts
Au milieu du XIXe siècle et en raison des circonstances mentionnées ci-dessus, par accord du conseil municipal, il a été décidé de démolir les remparts pour permettre l'expansion de la ville et suivre l'exemple d'autres villes européennes, car les remparts étaient considérés comme un anachronisme et les nouvelles tendances de démolition des remparts médiévaux donnaient un air de modernité à la nouvelle conception de l'urbanisme. 

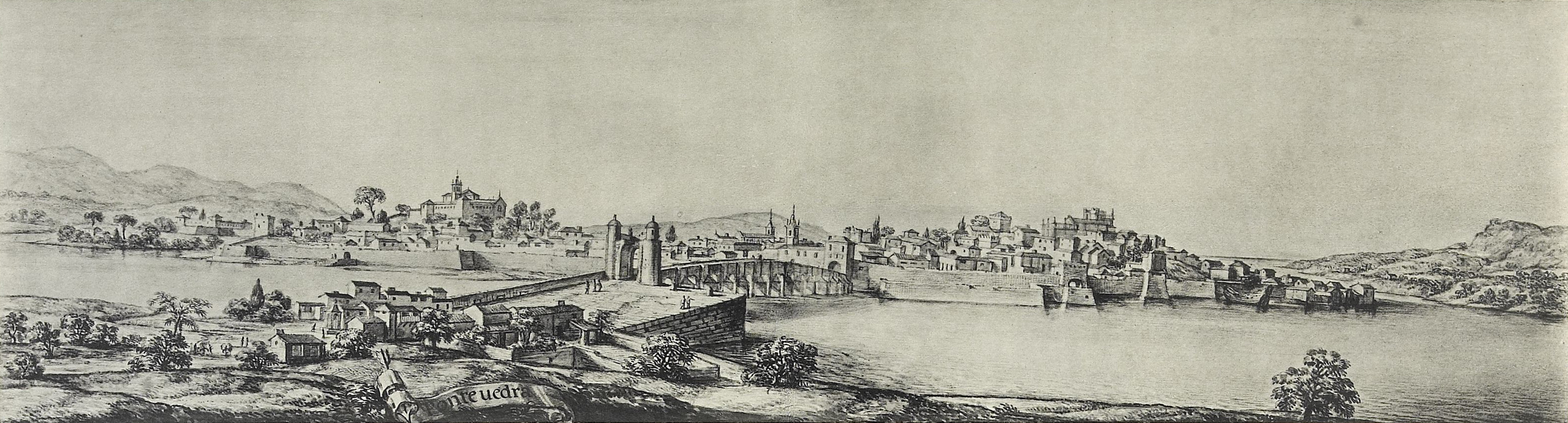
Pontevedra en 1669 dans une illustration de Pier Maria Baldi

Les travaux de démolition ont été effectués entre 1848 et 1886. La démolition des remparts a commencé par la Porte Trabancas (passage entre la place de la Peregrina et celle de la Herrería), suivie de la Porte Sainte-Marie en 1852 et de la Porte Galera. Plus tard, la Porte Saint-Dominique a été démantelée en 1854, vendue au Trésor public et placée sur la porte de l'ancien couvent Saint-François. La Tour Bastida, la Tour de l'Or et les fortifications du pont du Bourg ont également été démolies, ainsi que les tours des archevêques, qui étaient en ruines depuis l'attaque anglaise de Homobod en 1719 et qui ont finalement été démolies en 1873.
Seule la Porte Saint-Dominique des remparts fut préservée, et elle fut partiellement déplacée vers le couvent désaffecté de Saint-François, servant de porte à son entrée principale.

### Les remparts aujourd'hui
De nos jours, il ne reste que quelques petits échantillons de ce que furent ces murs de défense en leur temps : un pan crénelé dans la rue Arzobispo Malvar et divers restes et vestiges archéologiques dans leur ancien périmètre, comme ceux devant la basilique Sainte-Marie Majeure ou dans la rue Sierra, qui fait partie du sixième bâtiment du musée de Pontevedra.

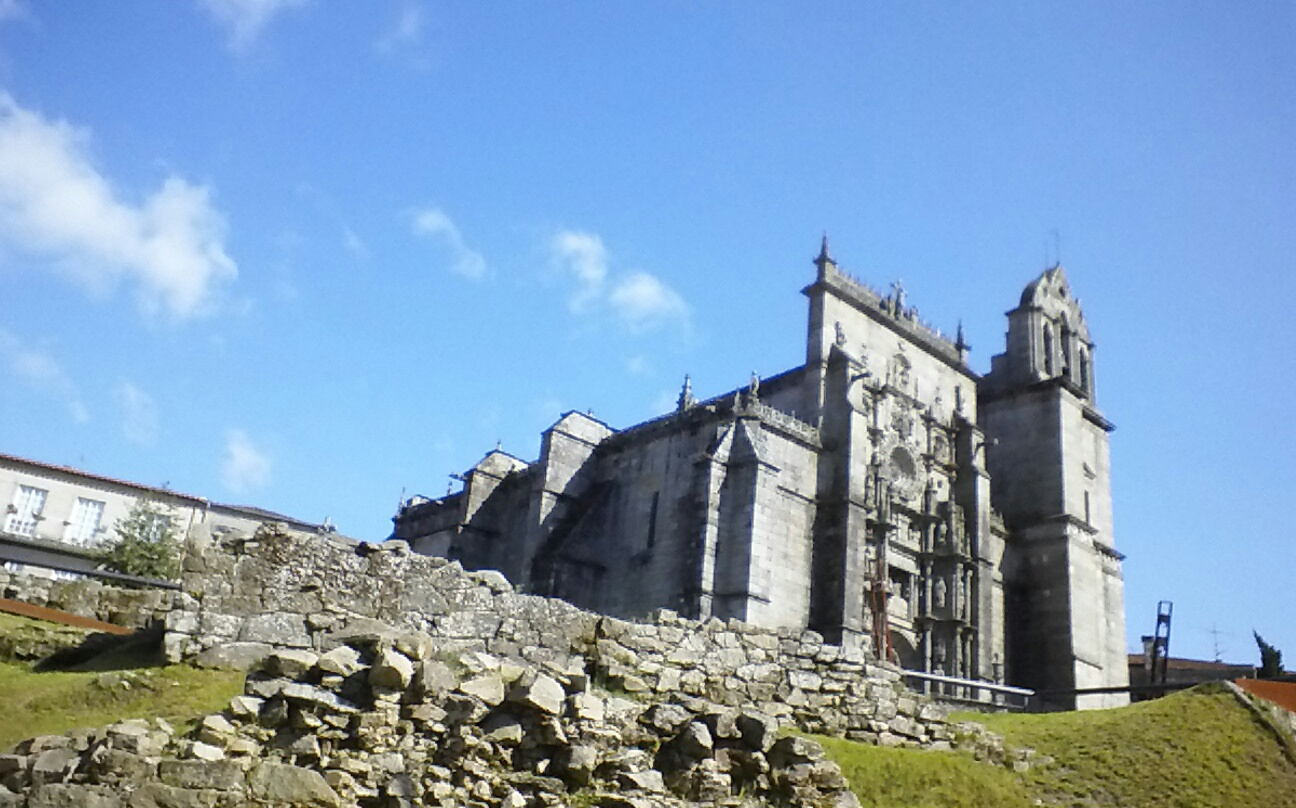
Vestiges des remparts tout près de l'ancienne Porte Sainte-Marie

Au XXIe siècle, lors de divers travaux de réhabilitation urbaine dans la vieille ville, divers vestiges de la muraille médiévale de Pontevedra furent découverts lors des fouilles. Ceux-ci ont été étudiés, catalogués, préservés et restaurés dans la plupart des cas pour faire partie du patrimoine architectural de la ville. Les plus importantes sont situées rue Arzobispo Malvar, en face du Campillo Sainte-Marie ; ils ont été intégrés dans le paysage urbain au moyen d'allées et d'espaces gazonnés. Ils ont également été intégrés au sixième bâtiment du musée de Pontevedra, où les vestiges du mur sont visibles de l'extérieur dans la partie nord de la ville, tout près du fleuve Lérez. D'autres vestiges qui sont apparus intègrent différentes constructions du périmètre de la vieille ville et ont également été restaurés. On peut les voir dans le cas de bâtiments à usage public comme le pan du Café Savoy et la maison art nouveau qui appartenait à la confrérie de la Vierge Pèlerine. Toujours rue Michelena, au numéro 20, le bar de tapas La Muralla a conservé un autre morceau des remparts médiévaux intégrés au sous-sol, qui est devenu un point central et un autre élément de la décoration intérieure.

## Description
L'enceinte fortifiée était organisée autour de deux collines ou tertres : ceux occupés par la Basilique de Sainte-Marie Majeure à l'ouest de la vieille ville et par le couvent Saint-François à l'est. Le mur de maçonnerie avait 7 mètres de haut et était surmonté d'une rangée de créneaux et d'un chemin de ronde  sur toute sa longueur. Ce chemin de ronde faisait deux mètres de large. Les remparts étaient ponctués par de nombreuses tours et défenses et leur périmètre atteignait 2 170 mètres de long. La tour probablement la plus connue était la Tour de la Bastida, située sur le lieu occupé aujourd'hui par le l'hôtel de ville du XIXe siècle. À l'extérieur, il y avait un fossé ou des douves.

### Portes

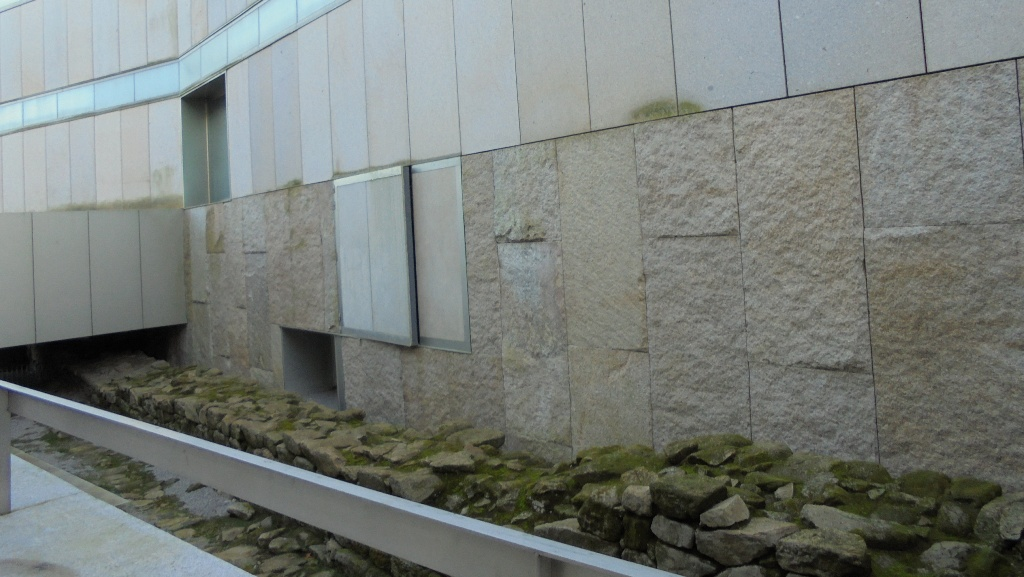
Vestiges des remparts dans le nord du centre historique, intégrés dans le Bâtiment Castelao du Musée de Pontevedra.

Les remparts avaient 4 grandes portes et 7 volets à côté des portes. Les quatre portes principales de la ville étaient reliées aux quatre routes royales qui menaient à Saint-Jacques-de-Compostelle, Orense, Tuy et Marín. Ces portes étaient:
- Porte Sainte-Marie: elle était située à côté de la Basilique Sainte-Marie Majeure.
- Porte Saint-Dominique: elle était tout près du couvent des dominicains, actuellement ruines de Saint-Dominique. Elle communiquait avec le quartier de pêcheurs de A Moureira.
- Porte Trabancas: elle unissait la place de la Herrería avec la place de la Vierge Pèlerine.
- Porte Rocheforte: elle s'ouvrait sur la rue Sainte-Claire où se trouve le couvent gothique des Clarisses. Elle communiquait avec le Chemin de Castille.

A celles-ci s'ajouteraient deux autres portes (les portes Galera et Ribeiro), la porte du pont, à côté du pont du Bourg et la porte Baron, près du Palais des Comtes de Maceda, l'actuel Parador de Tourisme.
Ce complexe défensif se complétait par des tours fortifiées le long long du périmètre des remparts. Celles-ci étaient :
- Les Tours Archiépiscopales. Elles étaient près de la Basilique de Sainte-Marie Majeure.
- La Tour de l'Or. Dans la partie nord des remparts, au confluent de ce qui sont aujourd'hui les rues Sierra et Padre Amoedo. Son nom vient du fait qu'elle semble avoir été construite dans le style  Tour de l'Or de Séville.
- La Tour Bastida. Une tour défensive qui se trouvait sur le site de l'actuel hôtel de ville de Pontevedra.
- Deux tours de plus entre les portes Trabancas et Rocheforte.
- Autres deux tours de plus au bord du fleuve Lérez.

La reconstruction des portes principales des anciens remparts de Pontevedra est recréée pendant la Feira Franca, une fête médiévale qui se tient chaque année le premier week-end de septembre et qui commémore la vente hors taxe lors d'une foire libre d'impôts accordée à la ville par le roi Henri IV au XVe siècle.

### Influence dans l'urbanisme
Après la construction de remparts, le tissu urbain est restreint dans les limites de la muraille, qui marque la taille des bâtiments et même leur hauteur, car ceux de plus de trois étages étaient considérés comme une menace pour le système défensif. Les portes principales des remparts de Pontevedra marquent les axes de communication de la ville avec les quatre points cardinaux.

### Fonctions des remparts

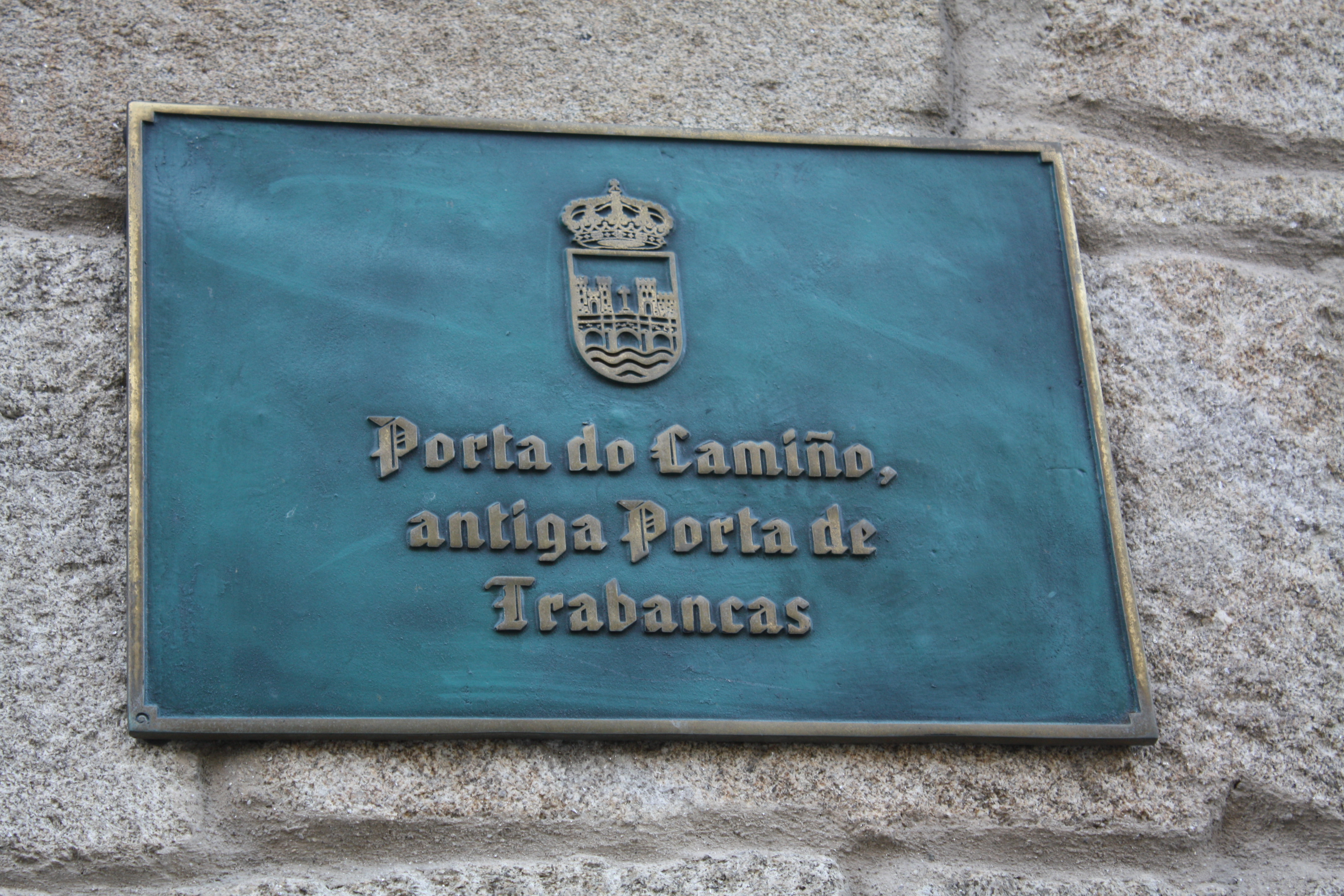
Plaque qui rappelle le lieu dans lequel a été la Porte Trabancas, par laquelle passait le Camino portugués dans la ville fortifiée.

Les fonctions des remparts étaient diverses : la protection contre les ennemis, mais aussi contre les épidémies car ils ne permettaient pas aux infectés de traverser les portes. Ils avaient également une fonction morale, comme celle de faire en sorte que les prostituées exercent leur activité en dehors de l'enceinte: à Pontevedra, ce lieu au fil du temps, allait servir à construire l'église de la Vierge Pèlerine.
Cependant, la fonction la plus importante des remparts était de protéger le transit des marchandises, base de l'imposition : les deux produits de base de l'économie de Pontevedra, le vin de Ribeiro de Avia et la sardine d'automne capturée grâce à la pêche à la senne, devaient être soumis à des itinéraires fixes.
À Pontevedra, le vin ne pouvait être introduit que par la porte Saint-Claire, qui communiquait avec l'ancien Chemin de Castille, par où les muletiers introduisaient les vins d'Avia sur le dos des mules et dans des peaux marinées ; La porte Trabancas, qui ouvrait la Place de la Herrería au Camino portugués, communiquait avec les vignobles du Bas Minho ; profitant des facilités offertes par la dépression galicienne, ses transporteurs utilisaient des charrettes à deux bœufs et autant de roues, chacune portant un tonneau à vin.
Les marchands de poisson avaient également fait marquer ces deux portes et la porte Ribeiro était celle du pont du Bourg ; c'étaient des muletiers qui transportaient des chargements de poisson séché vers l'intérieur du pays, emballés dans des paniers, jamais de tonneaux ni d'outres. Ce moyen de contrôle du transit par voie terrestre des deux principaux produits commerciaux était suffisamment efficace pour que les propriétaires des rentes royales, en 1594, exigent du conseil le maintien en vigueur de cette ancienne coutume.

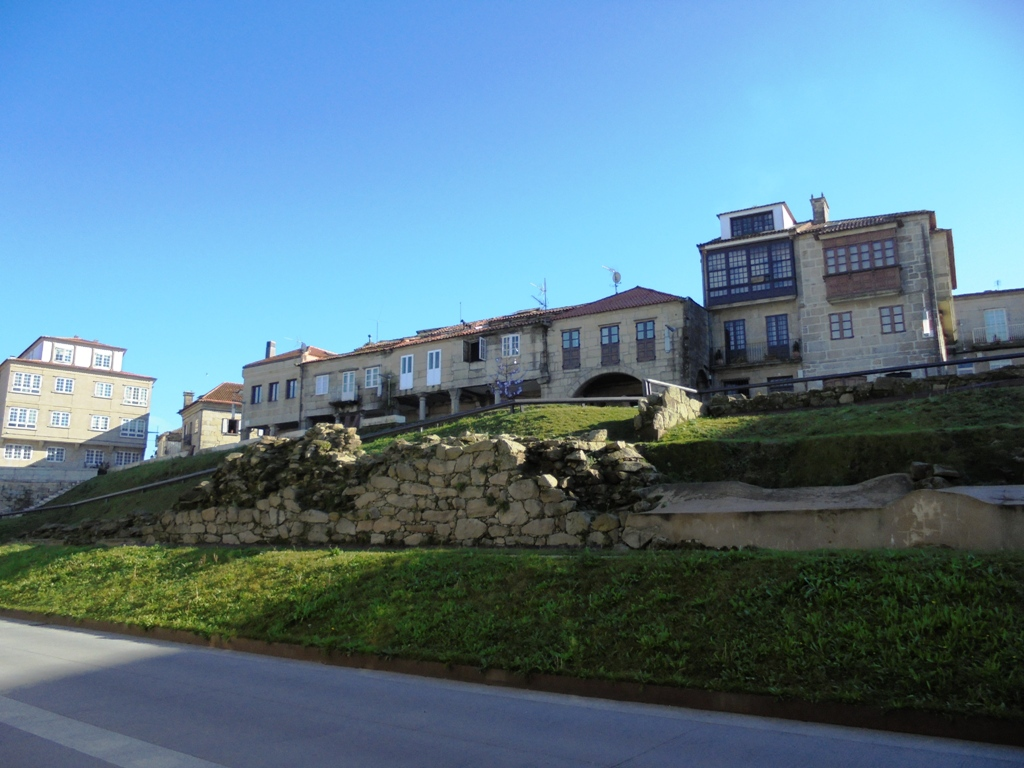
Vestiges devant le Campillo de Sainte-Marie avec ses maisons médiévales.